# Olaf Thingberg Thomsen

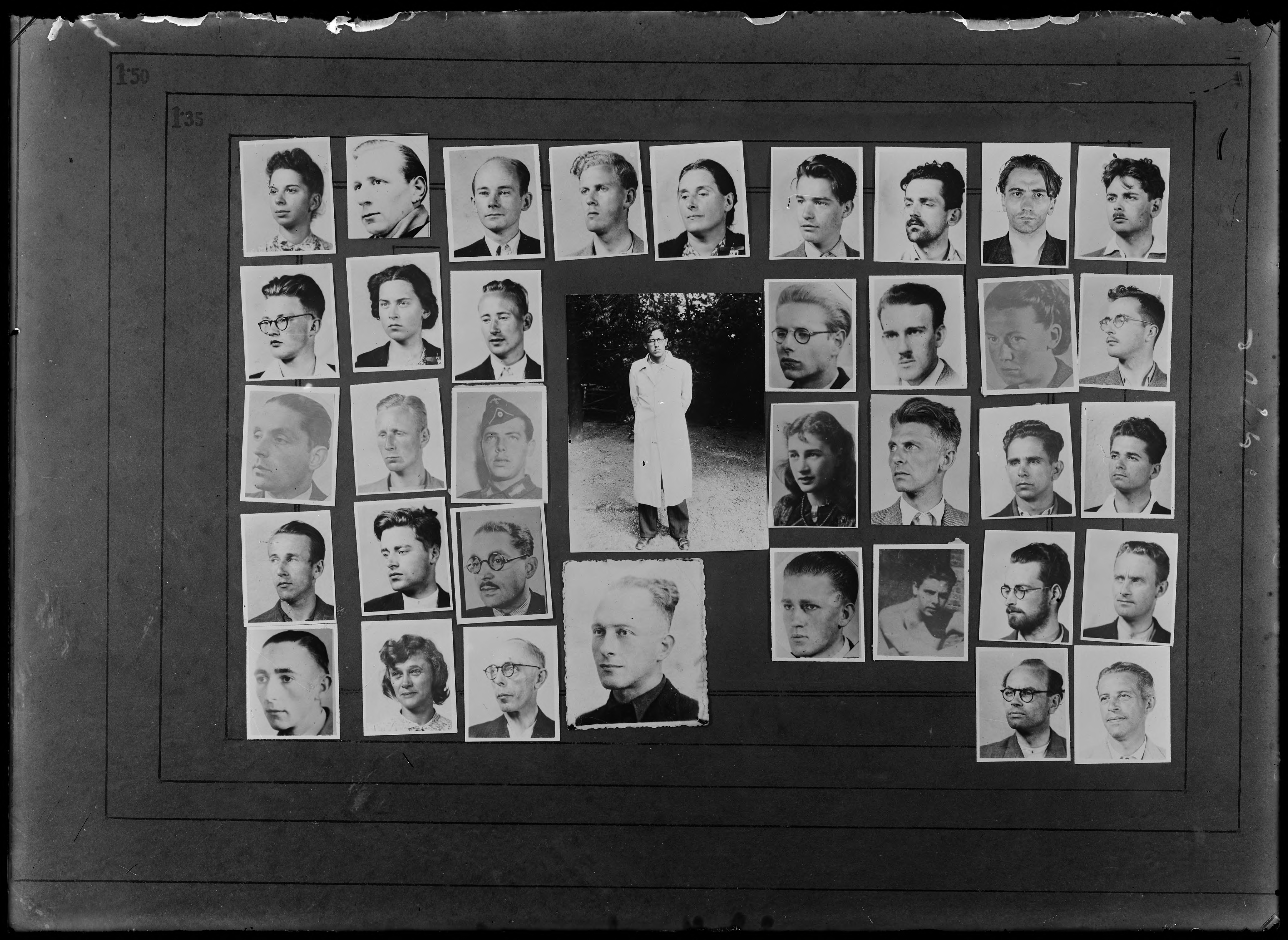
SD-foto's van verzetslieden en verdachten, waaronder leden van CS-6. Derde rij, helemaal rechts Olaf Thingberg Thomsen. Naast hem Hans Geul. Bovenste rij, zesde van links Sape Kuiper.

Olaf Thingberg Thomsen  (Bandoeng, 17 december 1919 - Overveen, 1 oktober 1943) was een Nederlandse verzetsstrijder in de Tweede Wereldoorlog. Hij was lid was van CS-6, een communistische verzetsgroep uit Amsterdam en werd na een proces omgebracht door de bezetters.

## Biografie
Olaf was de zoon van Andreas Christian Thingberg Thomsen en Anna Petronella Ludovica Brandon Bravo, een Deens echtpaar dat de Nederlandse nationaliteit kreeg. Olaf werd geboren op Java (Nederlands-Indië) en was daardoor Nederlands onderdaan. Hij kwam naar Nederland om medicijnen te studeren aan de Universiteit van Amsterdam en woonde op minstens drie Amsterdamse adressen.

### Verzetsactiviteiten
Al kort nadat de Duitsers Nederland bezetten riep hij op tot georganiseerd studentenverzet. Als lid van CS-6 wierf Thingberg Thomsen studenten voor het verzet. Toen de Communistische Partij van Nederland (CPN) verboden was, speechte hij op illegale bijeenkomsten om communistische en niet-communistische studenten te verbinden. Samen met Sape Kuiper en Leo Frijda maakte hij ontstekingsmiddelen om brand te stichten.

## Arrestatie en executie
Op 22 juli 1943 liquideerden de CS-6-leden Sape Kuiper en Hans Geul de half-Joodse tandarts Henri de Jonge Cohen, omdat hij de adressen van zijn joodse patiënten doorgaf aan de SD. Zijn laatste patiënt, toevallig een politieagent, zorgde dat de twee gearresteerd werden. Omdat Kuiper tijdens een verhoor een plaats van samenkomst noemde, werden meer CS-6-leden gearresteerd. Op 23 juli 1943 werd Thingberg Thomsen met andere CS-6-leden opgepakt op het adres dat Kuiper genoemd had en opgesloten in het Huis van Bewaring aan de Weteringschans in Amsterdam. Na meer dan tien uur zitting werden hij en achttien andere leden van CS-6 onder wie Kuiper en Geul op 30 september 1943 tot de dood veroordeeld. Op 1 oktober 1943 werd Thingberg Thomsen samen met de anderen gefusilleerd in de duinen en begraven in een massagraf bij Overveen.